# Haplanthodes plumosa
Haplanthodes plumosa är en akantusväxtart som först beskrevs av T. Anders., och fick sitt nu gällande namn av G. Panigrahi och G.C. Das. Haplanthodes plumosa ingår i släktet Haplanthodes och familjen akantusväxter. Inga underarter finns listade i Catalogue of Life.